# Bryobia ulmophila
Bryobia ulmophila är en spindeldjursart som beskrevs av Reck 1947. Bryobia ulmophila ingår i släktet Bryobia och familjen Tetranychidae. Inga underarter finns listade.